# Campeonato Asiático de Atletismo de 2023 - Revezamento 4x400 m feminino
A prova dos 4 x 400 metros estafetas feminino do Campeonato Asiático de Atletismo de 2023 foi disputada no dia 16 de julho de 2023, no Estádio Nacional, em Banguecoque, na Tailândia.

## Recordes
Antes desta competição, os recordes mundiais e do campeonato nesta prova eram os seguintes:
|                       | Nome                                                               | Nacionalidade   | Tempo     | Local   | Data                   |
| --------------------- | ------------------------------------------------------------------ | --------------- | --------- | ------- | ---------------------- |
| Recorde mundial       | Tatyana Ledovskaya, Olga Nazarova Mariya Kulchunova, Olga Bryzgina | União Soviética | 3m 15s 17 | Seul    | 1 de outubro de 1988   |
| Recorde do campeonato | Rajwinder Kaur, Sathi Geetha Chitra K. Soman, Manjeet Kaur         | Índia           | 3m 30s 93 | Incheon | 2005                   |
| Recorde asiático      | Xiaohong An, Xiaoyun Bai Chunying Cao, Yuqin Ma                    | China           | 3m 24s 28 | Pequim  | 13 de setembro de 1993 |

## Medalhistas
| Ouro                                                                                  | Prata                                                                                                   | Bronze                                                                                            |
| Vietname · Nguyễn Thị Ngoc · Hoàng Thị Minh Hành · Nguyễn Thị Huyền · Nguyễn Thị Hằng | Sri Lanka · Nadeesha Ramanayaka · Lakshima Mendis · Nishendra Harshani Fernando · Tharushi Dissanayaka* | Índia · Rezoana Mallick Heena · Aishwarya Kailash Mishra · Jyothika Sri Dandi · Subha Venkatesan* |

## Cronograma
Todos os horários são locais (UTC+7)
| Data        | Hora  | Evento |
| ----------- | ----- | ------ |
| 16 de julho | 17:10 | Final  |

## Resultado final
A final ocorreu no dia 16 de julho às 17:10.
| Posição           | Raia | Nacionalidade | Atletas                                                                                 | Tempo   | Notas            |
| ----------------- | ---- | ------------- | --------------------------------------------------------------------------------------- | ------- | ---------------- |
| Medalha de ouro   | 3    | Vietname      | Nguyễn Thị Ngoc, Hoàng Thị Minh Hành, Nguyễn Thị Huyền, Nguyễn Thị Hằng                 | 3:32.36 |                  |
| Medalha de prata  | 4    | Sri Lanka     | Nadeesha Ramanayaka, Lakshima Mendis, Nishendra Harshani Fernando, Tharushi Dissanayaka | 3:33.27 | Recorde nacional |
| Medalha de bronze | 5    | Índia         | Rezoana Mallick Heena, Aishwarya Kailash Mishra, Jyothika Sri Dandi, Subha Venkatesan   | 3:33.73 |                  |
| 4                 | 2    | Japão         | Haruna Kuboyama, Nanako Matsumoto, Shuri Aono, Ami Yamamoto                             | 3:35.26 |                  |
| 5                 | 7    | Uzbequistão   | Laylo Allaberganova, Kamila Mirsaliyeva, Malika Rajabova, Farida Soliyeva               | 3:39.83 |                  |
| 6                 | 6    | Hong Kong     | Ying Wen Ashleigh Ma, Pui Kwan Tang, Chi Ku Chow, Jane Christa Ming                     | 3:46.87 |                  |
| 8                 | 8    | Maldivas      |                                                                                         | DNS     |                  |

Legenda
| Recorde mundial       | Recorde mundial (World record)               |                       | Recorde africano                      | Recorde africano (African) |                                           | Q | Classificado por posição (Qualified) |
| Recorde do campeonato | Recorde do campeonato (Championship record)  | Recorde da América    | Recorde da América (Americas)         | q                          | Classificado por melhor tempo (Qualified) |   |                                      |
| Melhor marca do ano   | Melhor marca do ano (World leading)          | Recorde asiático      | Recorde asiático (Asian)              | DNS                        | Não largou (Did not start)                |   |                                      |
| Recorde nacional      | Recorde nacional (National record)           | Recorde europeu       | Recorde europeu (European)            | DNF                        | Não terminou (Did not finish)             |   |                                      |
| Recorde pessoal       | Recorde pessoal do atleta (Personal best)    | Recorde da Oceania    | Recorde da Oceania (Oceania)          | DSQ / DQ                   | Desclassificado (Disqualified)            |   |                                      |
| Recorde da temporada  | Recorde da temporada do atleta (Season best) | Recorde sul-americano | Recorde sul-americano (South America) | NM                         | Sem marca (No mark)                       |   |                                      |